# Konvektionstrockner
Der Konvektionstrockner ist ein Gerät zum Trocknen von Feststoffen in Partikelform. In ihm wird durch einen Gasstrom Wärme in das Trockengut eingetragen sowie die in ihm enthaltene Feuchtigkeit abtransportiert.
Durch einen oft zirkulierenden Trocknungsmittelstrom wird ein hoher Wärme- wie auch Stofftransport realisiert.
Trocknungsphasen:
- Erwärmung (und gleichzeitige Kondensation bei der Verdampfungstrocknung)
- Erster Trocknungsabschnitt: Die Flüssigkeit an der Partikeloberfläche verdunstet/verdampft. Gleichzeitig wird durch große Kapillaren Feuchte aus dem Inneren der Partikel nach außen transportiert. So lange die Oberfläche feucht bleibt, bleibt auch die Trocknungsgeschwindigkeit konstant.
- Zweiter Trocknungsphasabschnitt: Der größte Wasseranteil wurde entfernt. Die Trocknungsoberfläche verlagert sich ins Innere der Partikel. Es kommt zu einer starken Abnahme der Trocknungsgeschwindigkeit.
- Dritter Trocknungsphasabschnitt: Das im Produkt gebundene Wasser (auch Zellwasser) wird entfernt. Sehr langsame Trocknungsgeschwindigkeit.

Beispiele hierfür wären:
- Bandtrockner
- Etagentrockner
- Kammertrockner
- Trommeltrockner
- Wirbelschichttrockner
- Zerstäubungstrockner